# Justin Martin (baloncestista)
Justin Martin (Indianápolis, Indiana, 2 de julio de 1990) es un jugador de baloncesto estadounidense que juega de alero y pertenece a la plantilla del Hapoel Holon de la liga de Israel.

## Carrera
Justin Martin jugó cuatro temporadas en la Xavier Musketeers y una temporada en los SMU Mustangs. Tras no participar en el Draft de 2015, jugaría en la liga de desarrollo de la NBA con los Texas Legends. En la temporada 2015-16, se marcharía a Alemania para debutar en Europa en la PRO B alemana en las filas del ScanPlus Baskets Elchingen. Más tarde, también formaría parte de los Pioneros de Los Mochis mexicanos y el Caciques de Valledupar colombiano.
En la temporada 2016-17, jugaría en el Spartak Primorje de la VTB League.
En diciembre de 2017, firmaría hasta el final de la temporada con el Hapoel Holon de la liga de Israel.